# Phare de Tod Head
Le phare de Tod Head est un phare construit sur un promontoire nommé Tod Head à environ 1,5 km au sud de Catterline (en) et 8 km au sud de Stonehaven, dans l'ancien comté d'Aberdeenshire (maintenant intégré dans le Grampian, à l'est de l'Écosse. Il est considéré monument classé du Royaume-Uni.
Ce phare était géré par le Northern Lighthouse Board (NLB) à Édimbourg, l'organisation de l'aide maritime des côtes de l'Écosse.

## Histoire
Le 8 novembre 1894, la Chambre de commerce locale a sanctionné la construction d'un phare et d'un signal de brouillard à Tod Head Point. Il a été conçu et construit par les ingénieurs écossais David Stevenson et Charles Alexander Stevenson. Le feu a été mis en service pour la première fois le 20 décembre 1897 et la corne de brume est entrée en service le 28 avril 1898.
La tour ronde en pierre de 13 m est attenante à un bâtiment technique d'un étage et une maison de gardien de deux étages. La tour est peinte en blanc et la lanterne est noire. En 1973, la lumière a été remplacée par une lampe électrique de grande puissance installée à la place du brûleur à vapeur de paraffine et la lentille entraînée par des moteurs électriques. Les commandes et le générateur, qui démarrent si le secteur tombe en panne, sont logés dans une nouvelle salle des machines. Un signal de brouillard, égalerment électrique, a été installé et est contrôlé par un détecteur qui provoque automatiquement le signal de brouillard lorsque la visibilité tombe en-dessous d'un certain seuil. Celle-ci a été interrompue en 1987.
L'autonomisation du phare a été réalisée en 1988. En janvier 2005, une étude a été réalisée sur le maintien ou non du phare. À la suite de cela, il a été convenu d'interrompre l'éclairage à Tod Head, qui ne servait désormais que comme point de situation que comme marqueur d'un danger spécifique. Il a donc été définitivement abandonnée à compter du 11 juillet 2007. Les bâtiments de cette station sont maintenant propriétés privées. Le site est fermé.
Identifiant : ARLHS : SCO-243 - Amirauté : A3234 - NGA : 2680.

### Lien connexe
- Liste des phares en Écosse